# Tympanogaster macrognatha
Tympanogaster macrognatha är en skalbaggsart som först beskrevs av Lea 1926.  Tympanogaster macrognatha ingår i släktet Tympanogaster och familjen vattenbrynsbaggar. Inga underarter finns listade i Catalogue of Life.